# Celso Blues Boy
Celso Blues Boy, nome artístico de Celso Ricardo Furtado de Carvalho (Rio de Janeiro, 5 de janeiro de 1956 — Joinville, 6 de agosto de 2012), foi um cantor, compositor e guitarrista brasileiro.

## Histórico
Começou a tocar profissionalmente na década de 1970, acompanhando Raul Seixas e Sá e Guarabyra. Montou a banda Legião Estrangeira em 1976, com a qual se apresentava em bares e casas de show. Em 1978 integrou a Banda Magia Branca, formada com Marcelo de Brito, Roberto Lly, Romney e Luiz Alfredo, muito prestigiada na cena carioca. Passou a ser mais conhecido a partir de 1980, quando mandou uma fita para a Rádio Fluminense, no Rio, voltada para o repertório roqueiro. Gravou o primeiro disco em 1984, Som na Guitarra, que incluía seu maior sucesso: "Aumenta que Isso Aí É Rock'n Roll". Um dos primeiros a cantar blues em português, escolheu o nome artístico em homenagem ao ídolo B. B. King, um dos pais do gênero, com quem também tocou na década de 1980.
Celso protagonizou shows épicos no Circo Voador, no Rio de Janeiro, na década de 1980. Aliando o blues ao rock’n’roll, explorando ao máximo seu potencial como guitarrista, lotava esta casa de shows na Lapa com um público fiel. Nestas apresentações, tornou conhecida sua inseparável Fender Stratocaster preta, com o adesivo “Blues Boy”. Consolidou-se como compositor, guitarrista e cantor no rock nacional dos anos 80 como único artista que tinha como referência musical o blues, influenciando posteriormente o surgimento de outras bandas nacionais do gênero. São clássicas várias canções de sua autoria, como “Aumenta que Isso aí é Rock’n’roll”, “Tempos Difíceis”, “Fumando na Escuridão”, “Blues Motel”, “Brilho da Noite”, “Amor Vazio” e “Rock Fora da Lei”, estas do primeiro LP (Som na Guitarra, de 1984), disco que serviu de base para toda sua trajetória roqueira. No segundo disco (Marginal Blues, de 1986) emplacou o sucesso “Marginal”, com participação especial de Cazuza. No terceiro LP (Celso Blues Boy 3, de 1987), destaca-se o sucesso “Sempre Brilhará”. Em 1988 Celso lançou um LP em inglês (Blues Forever) com clássicos americanos do Blues. Entre 1989 e 2015 são lançados mais 8 álbuns, com destaque para Celso Blues Boy (Ao Vivo), de 1991 que eternizou os grandes momentos de sua carreira, sendo gravado em sua “casa”, o Circo Voador.

### Vida pessoal
No fim da sua vida morava em Joinville, Santa Catarina. Foi um ilustre torcedor do Vasco da Gama, tendo participado do megashow comemorativo dos 113 anos do clube, onde tocou em sua guitarra o hino do Club de Regatas Vasco da Gama.

### Morte
Morreu em 6 de agosto de 2012 na cidade de Joinville em decorrência de um câncer na garganta. Seu corpo foi cremado.

## Discografia

### Singles
- (1983) Eu Disse Adeus/Caminhando (compacto simples)
- (1983) Fugindo de Mim/Sinto Tanta Vontade (compacto simples)

### Álbuns de estúdio
- (1984) Som na Guitarra
- (1986) Marginal Blues
- (1987) Celso Blues Boy 3
- (1988) Blues Forever
- (1989) Quando a Noite Cai
- (1996) Indiana Blues
- (1998) Nuvens Negras Choram
- (1999) Vagabundo Errante
- (2011) Por um Monte de Cerveja

### Álbuns ao vivo
- (1991) Celso Blues Boy (Ao Vivo)
- (2008) Quem Foi que Falou que Acabou o Rock n' Roll? (Ao Vivo - Circo Voador)

### Álbuns póstumos
- (2015) Celso Blues Boy Acústico
- (2020) Quando um Bluseiro Se Vai

### Coletâneas
- (1982) Rock Voador (2 faixas inéditas)

## Videografia

### TV
- (1985) Participação no programa Mixto Quente da Rede Globo de Televisão

### DVD
- (2008) Quem Foi Que Falou Que Acabou o Rock N' Roll? (ao vivo - Circo Voador)